# Гудурички врх
Гудурички врх је највиша тачка у Војводини. Припада Вршачким планинама и његова надморска висина је 641 метар. Гудурички врх је највиша тачка Војводине који се наслања на Карпатски планински масив. Он представља природну везу биљног и животињског света планинских и равничарских предела.
Положај природног узвишења отвара бескрајне погледе на неколико видиковаца на град Вршац, оближњу Румунију, али пре свега на чувено вршачко виногорје.

## Флора Гудуричког врха
Гудурички врх је познат по разноврсној флори, посебно по лековитом биљу и благотворној клими која погодује свим врстама одмора и рекреације. У његовом укупном шумском фонду најзаступљенији су храстови, затим липа, багрем, буква, јавор и црни бор. Липове и багремове шуме, које у време цветања дају планинском простору посебна ароматична обележја, чинећи га веома пријатним за боравак туриста и сакупљање лековитих цветова.

## Фауна Гудуричког врха
У шумовитим пределима овог врха свој дом су пронашли јелен, срна, дивља свиња, зец, вук, лисица, дивља мачка, јазавац, твор као и фазан, јаребица, препелица, грлица, дивљи голуб, дивља патка, шумска шљука, ветрушка, кукувија, гавран и креја.